# Noyers (Yonne)
Noyers [nwajɛʁ], oft auch Noyers-sur-Serein im Unterschied zu anderen gleichnamigen Ortschaften genannt, ist eine französische Gemeinde mit 590 Einwohnern (Stand: 1. Januar 2022) im Département Yonne in der Region Bourgogne-Franche-Comté; sie gehört zum Arrondissement Avallon und zum Kanton Chablis.
Die Bewohner nennen sich Nucériens. Die Gemeinde am Fluss Serein mit ihrer gut erhaltenen mittelalterlichen Burg gilt als eine der schönsten in Burgund und wurde in die Liste der schönsten Dörfer Frankreichs aufgenommen.

## Geschichte
Eine Siedlung mit dem Namen Lucidorius wird etwa zur Zeit der Eroberung Galliens durch Julius Cäsar erstmals erwähnt. Um 1190 herum wurde eine erste Burganlage erbaut, die später unter Hugo von Noyers, Bischof von Auxerre, bis zum Ende des 12. Jahrhunderts zu einer größeren Befestigungsanlage ausgebaut wurde. Ab 1419 befanden sich der Ort und die Burg im Besitz der Herzöge von Burgund.

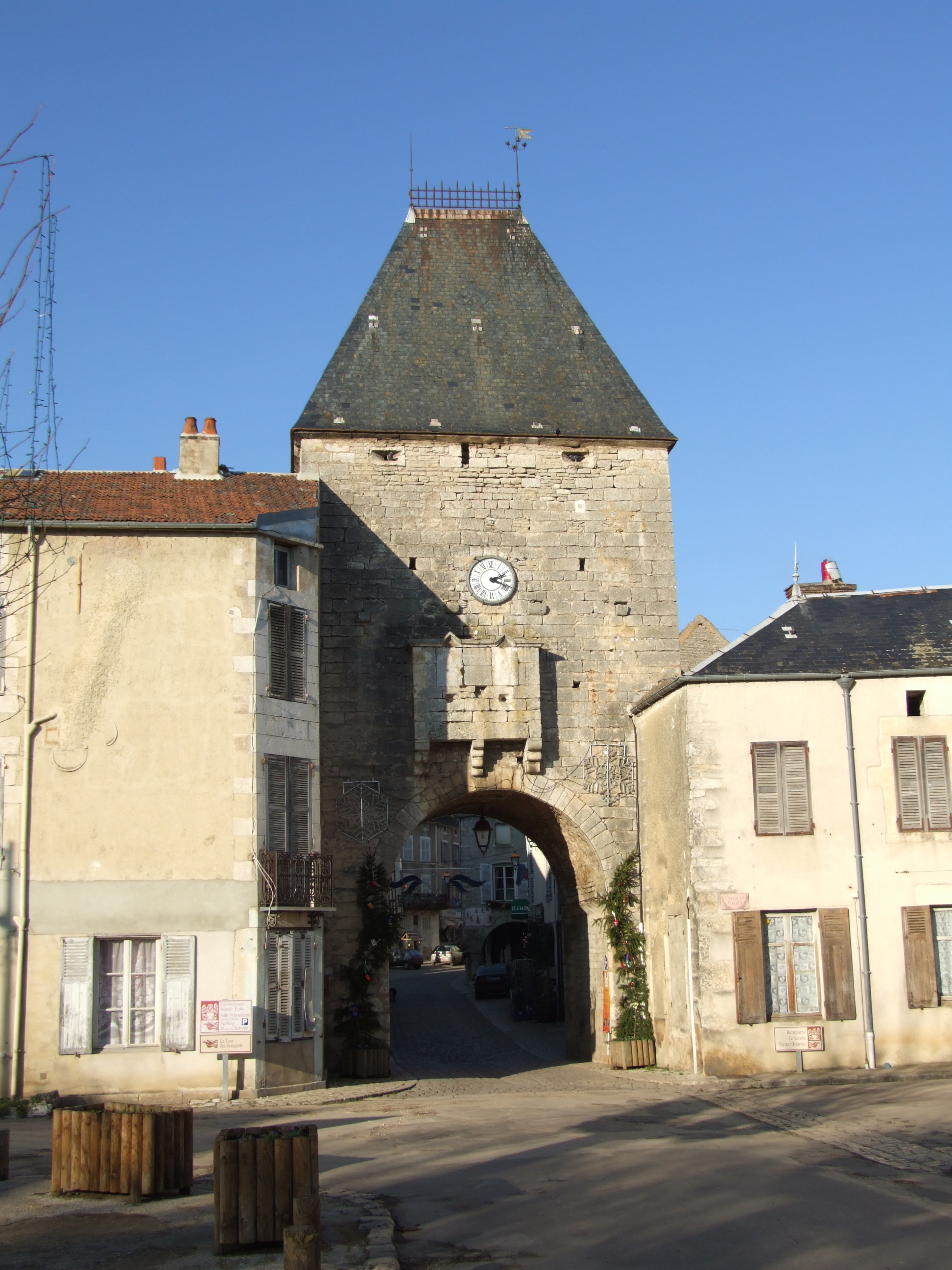
Porte peinte
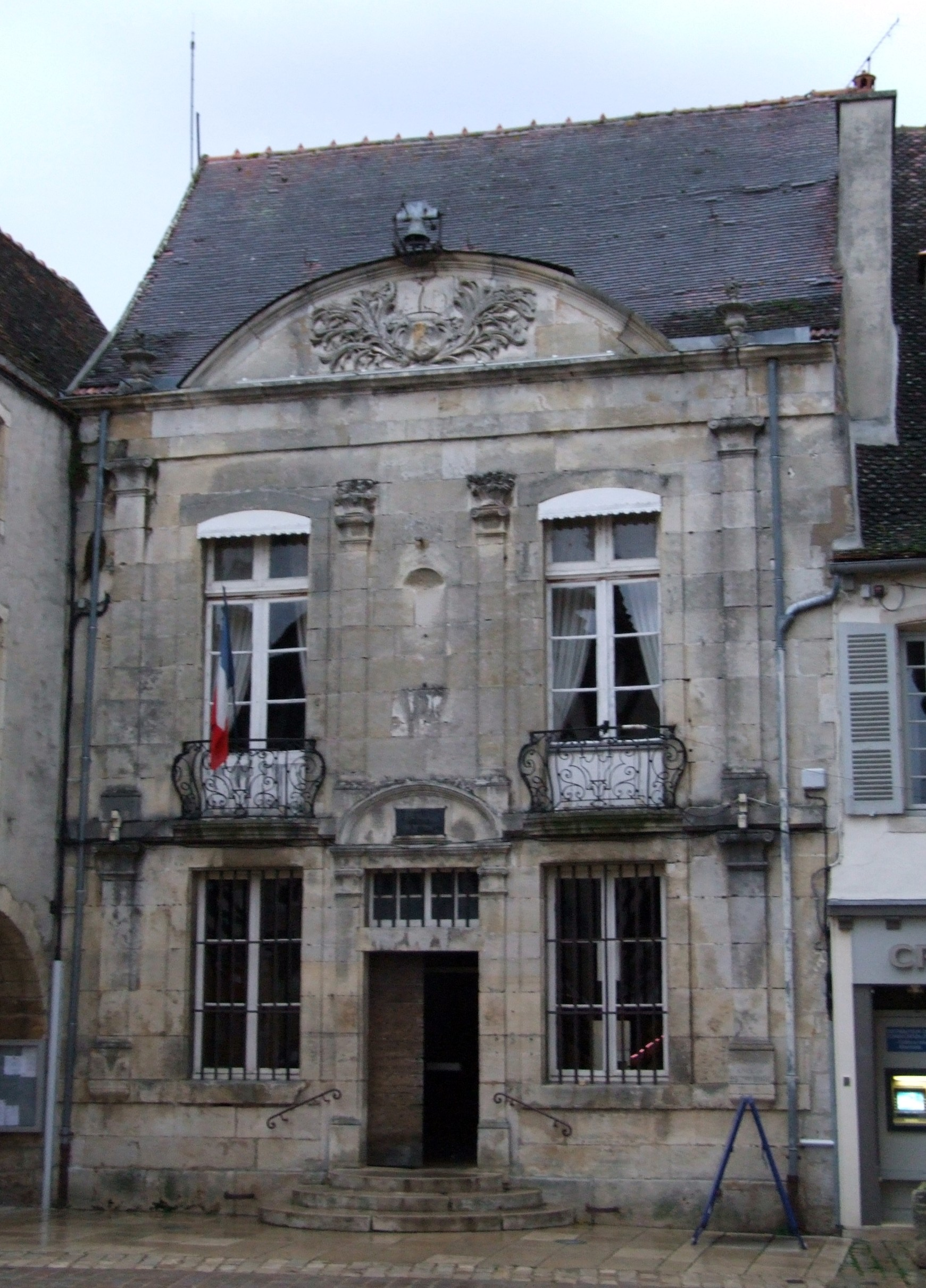
Mairie (Rathaus) von Noyers
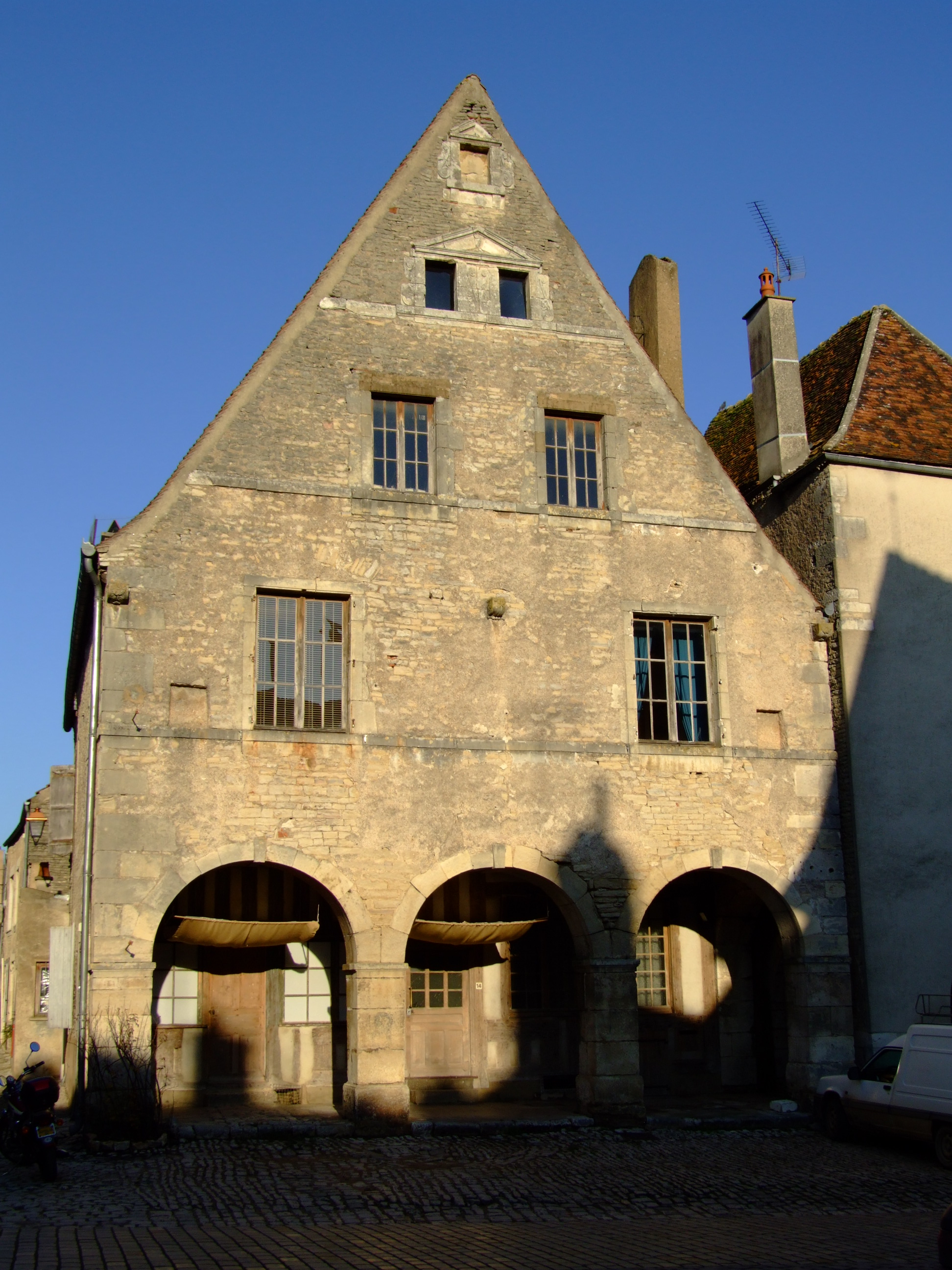
Am Marktplatz von Noyers
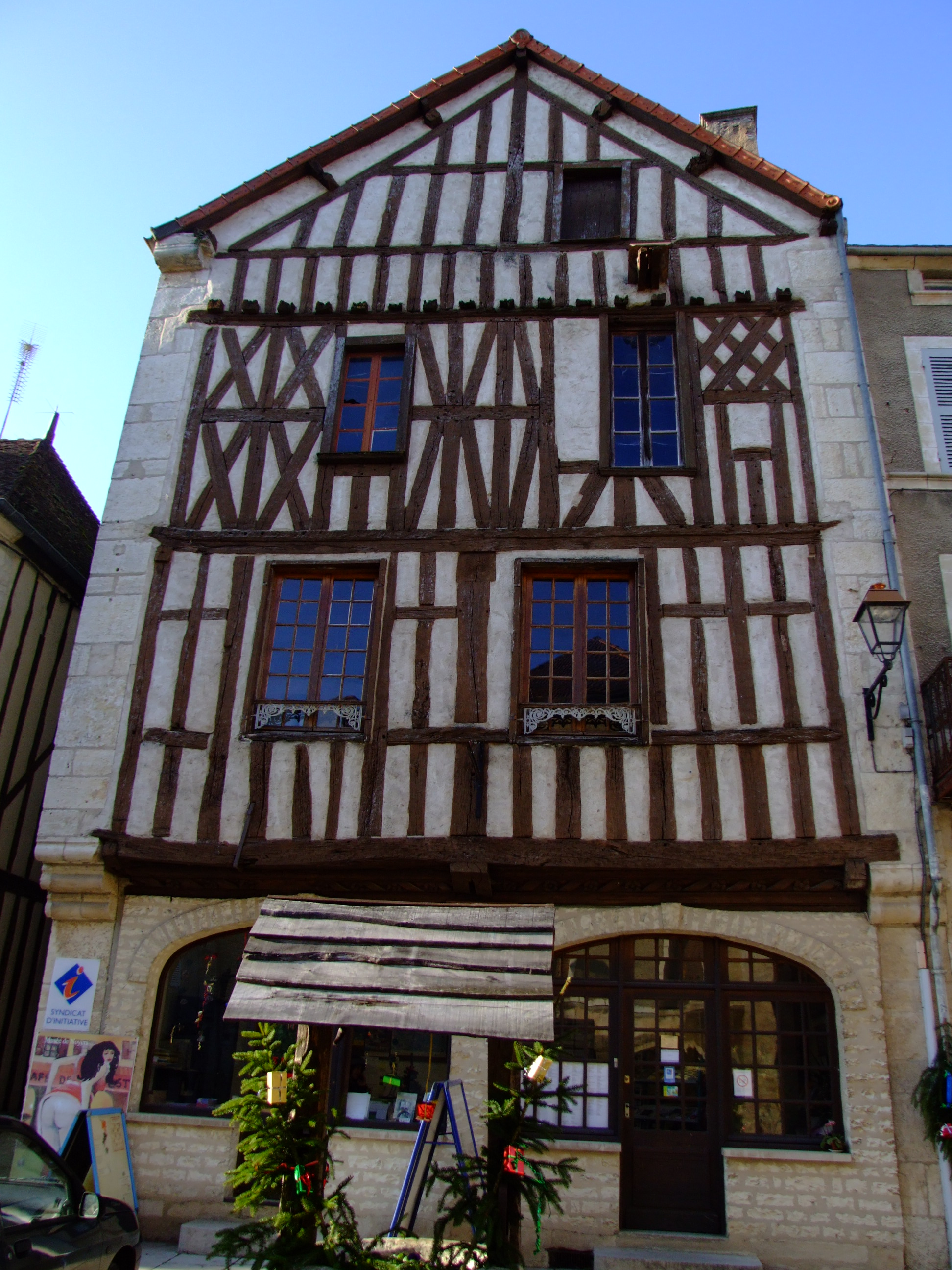
Fachwerkhaus an der Place de l’Hôtel de Ville (Rathausplatz)

## Bevölkerungsentwicklung
| Jahr                                   | 1793 | 1800 | 1851 | 1901 | 1936 | 1962 | 1975 | 1982 | 1990 | 1999 | 2006 |
| Einwohner                              | 1824 | 1933 | 1759 | 1294 | 869  | 889  | 840  | 837  | 757  | 789  | 733  |
| Ab 1962 nur Einwohner mit Erstwohnsitz |      |      |      |      |      |      |      |      |      |      |      |